# Vetty
 (août 2009).
Si vous disposez d'ouvrages ou d'articles de référence ou si vous connaissez des sites web de qualité traitant du thème abordé ici, merci de compléter l'article en donnant les références utiles à sa vérifiabilité et en les liant à la section « Notes et références ».
Vetty (née Yvette Levis dans le 4e arrondissement de Lyon le 31 octobre 1941) est une chanteuse française.

## Carrière
En 1962, elle débute en Suisse à la Chaux-de-Fond dans un établissement animé par Jacques Marjo : La Boule d’Or. En janvier 1966, elle débarque à Paris et participe à un jeu télévisé, "Le palmarès des chansons", animé par Guy Lux avec Bruno Coquatrix comme président du jury. Elle gagne trois semaines d’affilée et se retrouve à l’Olympia dans le programme de Gilbert Bécaud de février-mars 1966. La même année en août, elle fait la tournée de Claude François. En avril 1967, elle crée à Bobino le personnage de Zoé (sorte de Kiki de Montparnasse) dans la comédie musicale de Jacques Martin Petitpatapon.
Vetty enregistre en 1968 un 45 tours avec 4 titres : deux de Jacques Martin  "Johnny si tu viens à Saint-Étienne"  et "Un Beau Matin" ainsi que "Nicolas" (Frédéric Botton) et "La poubelle" (Marcelle Segal, JM Arnaud). De 1968 à 1970, elle travaille à la télévision pour Christophe Izard. Elle est la voix du personnage principal de la série destinée aux enfants : "L’Univers de M. Touchatou". On la retrouve en 1970 en première partie de la tournée de Nana Mouskouri. Elle devient la marraine des majorettes de Clermont-Ferrand avec Michel Orso. Elle fait la création au TNS (Théâtre national de Strasbourg) de la pièce de Václav Havel, alors en prison : "Le rapport dont vous êtes l’objet". Retour au cabaret 1975/76. En 1976, elle remonte sur scène pour une petite tournée belge et quelques télés en compagnie de Maurice Fanon et de Jacques Mailhot.
Selon des sources, Vetty aurait souhaité représenter le Liechtenstein à l'Eurovision.
Elle a disparu depuis des plateaux télévisions et des cabarets.

## Discographie
- 1969 : Johnny (si tu viens à Saint-Étienne), 45 tours 4 titres, Riviera 231328

1. Johnny (si tu viens à Saint-Étienne)
2. La Poubelle
3. Nicolas
4. Un beau matin

Compilations :
- 2003 : Pop à Paris vol.3 - C’est la mode, Universal 069 111-2
- 2006 : Sixties Girls vol.5, Magic Record 3930595